# Liquigas 2009
Questa voce raccoglie le informazioni riguardanti la Liquigas nelle competizioni ufficiali della stagione 2009.

## Stagione
Avendo licenza da UCI ProTeam, la squadra ciclistica italiana aveva diritto di partecipare alle gare del Calendario mondiale UCI 2009, oltre a quelle dei circuiti continentali UCI.

## Organico

### Staff tecnico
TM=Team Manager; DS=Direttore Sportivo.
|  | Naz.              | Ruolo | Sportivo        |  |  |  |
|  | ----------------- | ----- | --------------- |  |  |  |
|  | Italia (bandiera) | TM    | Roberto Amadio  |  |  |  |
|  | Italia (bandiera) | DS    | Mario Chiesa    |  |  |  |
|  | Italia (bandiera) | DS    | Dario Mariuzzo  |  |  |  |
|  | Italia (bandiera) | DS    | Stefano Zanatta |  |  |  |
|  | Italia (bandiera) | DS    | Mario Scirea    |  |  |  |
|  | Italia (bandiera) | DS    | Paolo Slongo    |  |  |  |

### Rosa
|  | Naz.                   |  | Sportivo            | Anno |  |  |
|  | ---------------------- |  | ------------------- | ---- |  |  |
|  | Italia (bandiera)      |  | Valerio Agnoli      | 1985 |  |  |
|  | Italia (bandiera)      |  | Ivan Basso          | 1977 |  |  |
|  | Italia (bandiera)      |  | Daniele Bennati     | 1980 |  |  |
|  | Polonia (bandiera)     |  | Maciej Bodnar       | 1985 |  |  |
|  | Finlandia (bandiera)   |  | Kjell Carlström     | 1976 |  |  |
|  | Italia (bandiera)      |  | Francesco Chicchi   | 1980 |  |  |
|  | Italia (bandiera)      |  | Claudio Corioni     | 1982 |  |  |
|  | Italia (bandiera)      |  | Gianni Da Ros       | 1986 |  |  |
|  | Brasile (bandiera)     |  | Murilo Fischer      | 1979 |  |  |
|  | Italia (bandiera)      |  | Enrico Franzoi      | 1982 |  |  |
|  | Italia (bandiera)      |  | Jacopo Guarnieri    | 1987 |  |  |
|  | Rep. Ceca (bandiera)   |  | Roman Kreuziger     | 1986 |  |  |
|  | Bielorussia (bandiera) |  | Aljaksandr Kučynski | 1979 |  |  |
|  | Croazia (bandiera)     |  | Vladimir Miholjević | 1974 |  |  |
|  | Italia (bandiera)      |  | Vincenzo Nibali     | 1984 |  |  |
|  | Italia (bandiera)      |  | Andrea Noè          | 1969 |  |  |
|  | Italia (bandiera)      |  | Daniel Oss          | 1987 |  |  |
|  | Italia (bandiera)      |  | Franco Pellizotti   | 1978 |  |  |
|  | Italia (bandiera)      |  | Manuel Quinziato    | 1979 |  |  |
|  | Italia (bandiera)      |  | Fabio Sabatini      | 1985 |  |  |
|  | Slovenia (bandiera)    |  | Gorazd Štangelj     | 1973 |  |  |
|  | Polonia (bandiera)     |  | Sylwester Szmyd     | 1978 |  |  |
|  | Danimarca (bandiera)   |  | Brian Vandborg      | 1981 |  |  |
|  | Italia (bandiera)      |  | Alessandro Vanotti  | 1980 |  |  |
|  | Belgio (bandiera)      |  | Frederik Willems    | 1979 |  |  |
|  | Svizzera (bandiera)    |  | Oliver Zaugg        | 1981 |  |  |

## Ciclomercato
| Gianni Da Ros    | neo pro      |
| Jacopo Guarnieri | neo pro      |
| Daniel Oss       | neo pro      |
| Fabio Sabatini   | Milram       |
| Sylwester Szmyd  | Lampre       |
| Brian Vandborg   | Team GLS     |
| Oliver Zaugg     | Gerolsteiner |

| Michael Albasini     | Columbia       |
| Manuel Beltrán       | sospeso        |
| Leonardo Bertagnolli | Amica Chips    |
| Dario Cataldo        | Quick-Step     |
| Alberto Curtolo      | -              |
| Mauro Da Dalto       | Lampre         |
| Matej Mugerli        | Perutnina Ptuj |
| Filippo Pozzato      | Katusha        |
| Guido Trenti         | fine carriera  |
| Charles Wegelius     | Silence-Lotto  |

## Palmarès

### Corse a tappe
- Tour Down Under

6ª tappa (Francesco Chicchi)
- Tour de Romandie

4ª tappa (Roman Kreuziger)
Classifica generale (Roman Kreuziger)
- Giro d'Italia

17ª tappa (Franco Pellizotti)
- Critérium du Dauphiné Libéré

5ª tappa (Sylwester Szmyd)
- Tour de France

Classifica scalatori (Franco Pellizotti)
- Tour de Pologne

3ª tappa (Jacopo Guarnieri)
- Giro di Sardegna

4ª tappa (Daniele Bennati)
Classifica generale (Daniele Bennati)
- Giro del Trentino

Classifica generale (Ivan Basso)
- Giro della Provincia di Grosseto

1ª tappa (Daniele Bennati)
- Tour of Missouri

6ª tappa (Francesco Chicchi)
- Quatre Jours de Dunkerque

Classifica generale (Frederik Willems)

### Corse in linea
- Trofeo Pollença (Daniele Bennati)
- Giro di Romagna (Murilo Fischer)
- Gran Premio Città di Camaiore (Francesco Chicchi)
- Giro dell'Appennino (Vincenzo Nibali)

### Campionati nazionali
- Campionato polacco

Cronometro (Maciej Bodnar)

## Classifiche UCI

### Calendario mondiale UCI
Individuale
Piazzamenti dei corridori della Liquigas nella classifica individuale del Calendario mondiale UCI 2009.
| Pos. | Ciclista            | Punti |
| ---- | ------------------- | ----- |
| 7    | Roman Kreuziger     | 319   |
| 14   | Ivan Basso          | 229   |
| 29   | Franco Pellizotti   | 156   |
| 36   | Vincenzo Nibali     | 135   |
| 60   | Daniele Bennati     | 84    |
| 74   | Aljaksandr Kučynski | 61    |
| 96   | Sylwester Szmyd     | 44    |
| 115  | Fabio Sabatini      | 26    |
| 137  | Manuel Quinziato    | 16    |
| 163  | Jacopo Guarnieri    | 10    |
| 173  | Francesco Chicchi   | 9     |
| 219  | Oliver Zaugg        | 3     |
| 230  | Murilo Fischer      | 2     |

Squadra
La Liquigas chiuse in quinta posizione con 923 punti.